# Macrozamia elegans
Macrozamia elegans K.D.Hill & D.L.Jones, 1998 è una pianta appartenente alla famiglia delle Zamiaceae, endemica dell'Australia.

## Descrizione
È una cicade con fusto sotterraneo, del diametro di 15-30 cm.
Possiede da 3 a 10 foglie, pennate, lunghe 1-1,5 m, disposte a corona all'apice del fusto e sono rette da un picciolo lungo 20-35 cm; ogni foglia è composta da 45-70 paia di foglioline lanceolate, con margine intero e apice spinoso, lunghe mediamente 20-30 cm, di colore verde-grigio, che mostrano una callosità basale di colore rosso arancio nel punto di inserzione sul rachide.
È una specie dioica con esemplari maschili che presentano coni terminali di forma strettamente ovoidale, lunghi 16-32 cm e larghi 5-6 cm ed esemplari femminili con coni solitari di forma ovoidale, lunghi 24-26 cm, e larghi 10-12 cm.
I semi sono grossolanamente ovoidali, lunghi 30-32 mm, ricoperti da un tegumento di colore rosso a maturazione.

## Distribuzione e habitat
L'areale di questa specie è ristretto alla regione delle Blue Mountains, a nord-ovest di Richmond, nel Nuovo Galles del Sud (Australia), ad altitudini comprese tra 120 e 150 m s.l.m.

## Conservazione
La IUCN Red List classifica M. elegans come specie in pericolo di estinzione (Endangered).

La specie è inserita nella Appendice II della Convention on International Trade of Endangered Species (CITES).
Parte del suo areale ricade all'interno del Parco nazionale delle Blue Mountains.